# Station Didam
Station Didam is een spoorwegstation in de Gelderse plaats Didam aan de spoorlijn Winterswijk – Zevenaar.
Ieder halfuur stopt hier de stoptrein Arnhem – Winterswijk (gereden door Arriva). Daarnaast stopt op maandag tot en met vrijdag overdag de trein Arnhem - Doetinchem er, die wordt geëxploiteerd door Hermes onder de naam Breng.
| Serie       | Treinsoort         | Route                                                        | Bijzonderheden |
| ----------- | ------------------ | ------------------------------------------------------------ | --- |
| 30700 RS 32 | Stoptrein (Hermes) | Arnhem Centraal – Didam – Doetinchem                         | Rijdt onder de naam brengdirect en rijdt niet in de avonduren (na 20:00 uur) en het weekend. Verzorgt samen met Arriva een kwartierdienst tussen Arnhem en Doetinchem. |
| 30900 RS 32 | Stoptrein (Arriva) | Arnhem Centraal – Didam – Doetinchem – Terborg – Winterswijk | Rijdt op zondag ochtend slechts 1x per uur richting Winterswijk. Vormt dan tussen Arnhem en Terborg een 30 minuten dienst met 36900. Op zondag ochtend begint de rit richting Arnhem 1x per uur in Winterswijk en 1x per uur in Terborg. Verzorgt samen met Hermes (die onder de naam brengdirect rijdt) doordeweeks tot 20:00 uur een kwartierdienst tussen Arnhem en Doetinchem. |
| 36900 RS 32 | Stoptrein (Arriva) | Arnhem Centraal – Didam – Doetinchem – Terborg               | Rijdt op zondagochtend 1 keer per uur richting Terborg. Vormt dan tussen Arnhem en Terborg een 30 minuten dienst met 30900. Rijdt niet op maandag tot en met zaterdag. Rijdt niet richting Arnhem. |

## Stationsgebouw
Het eerste stationsgebouw, van het type GOLS klein, werd geopend op 15 juli 1885. In 1973 werd het vervangen door een eenvoudiger type, het type Douma, genoemd naar en ontworpen door Cees Douma. Nadat het loket in 2001 gesloten werd, werd het stationsgebouw in 2004 gesloopt.
Op 14 december 1948 werd in het stationsgebouw een gedenkplaat onthuld ter nagedachtenis van Hendrik Doddema, een in de Tweede Wereldoorlog gevallen NS-medewerker. Sinds de sloop van het stationsgebouw in 2004 is de plaat in privébezit.

## Afbeeldingen

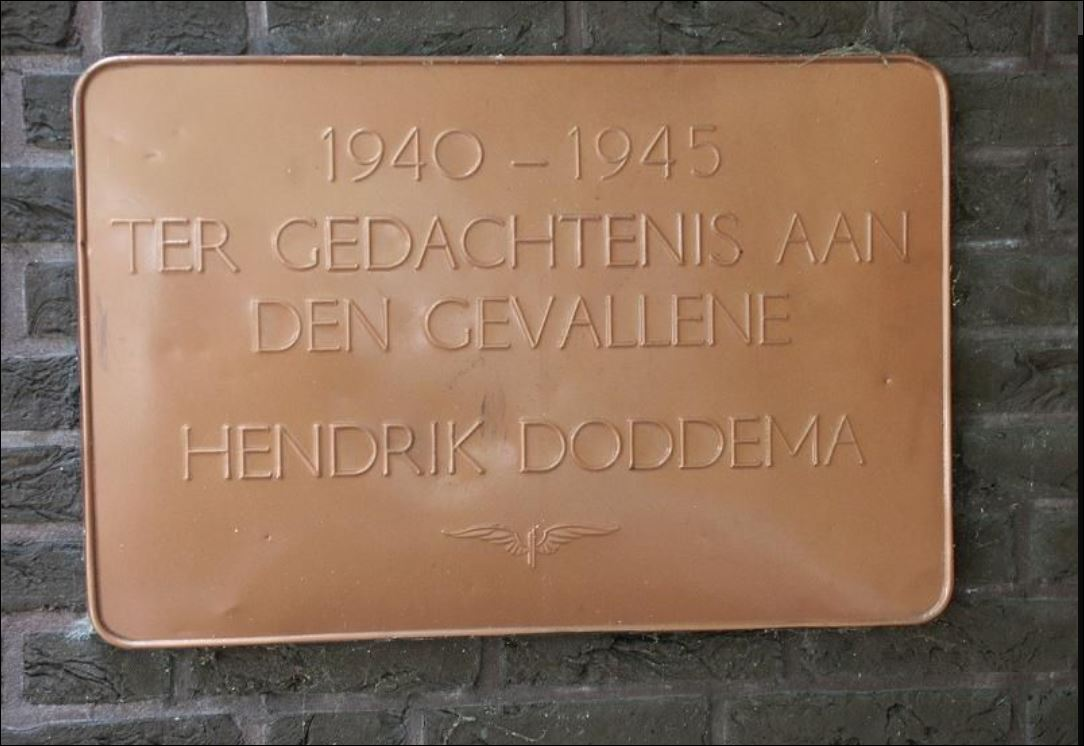
Gedenkplaat
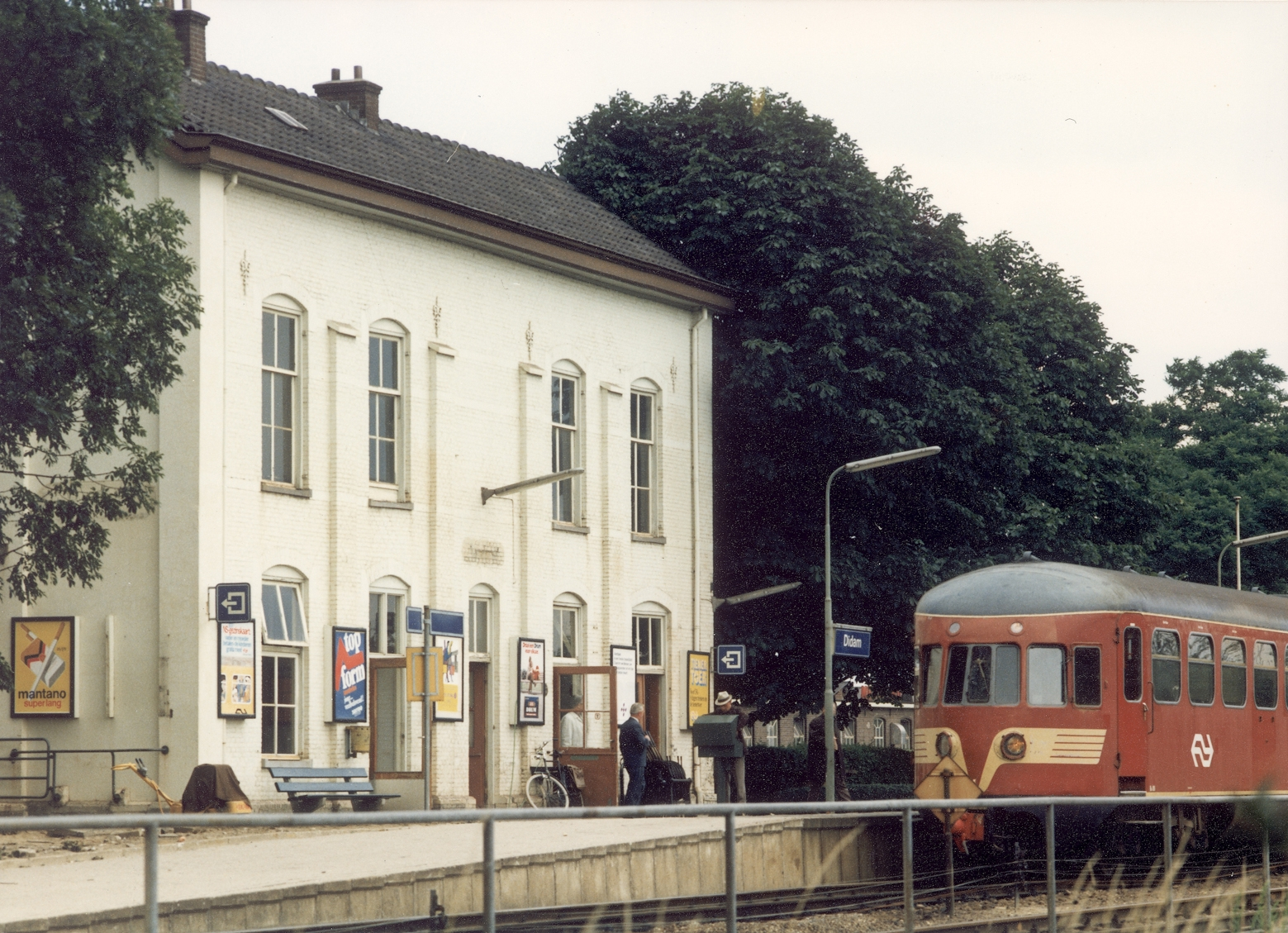
Station in 1973
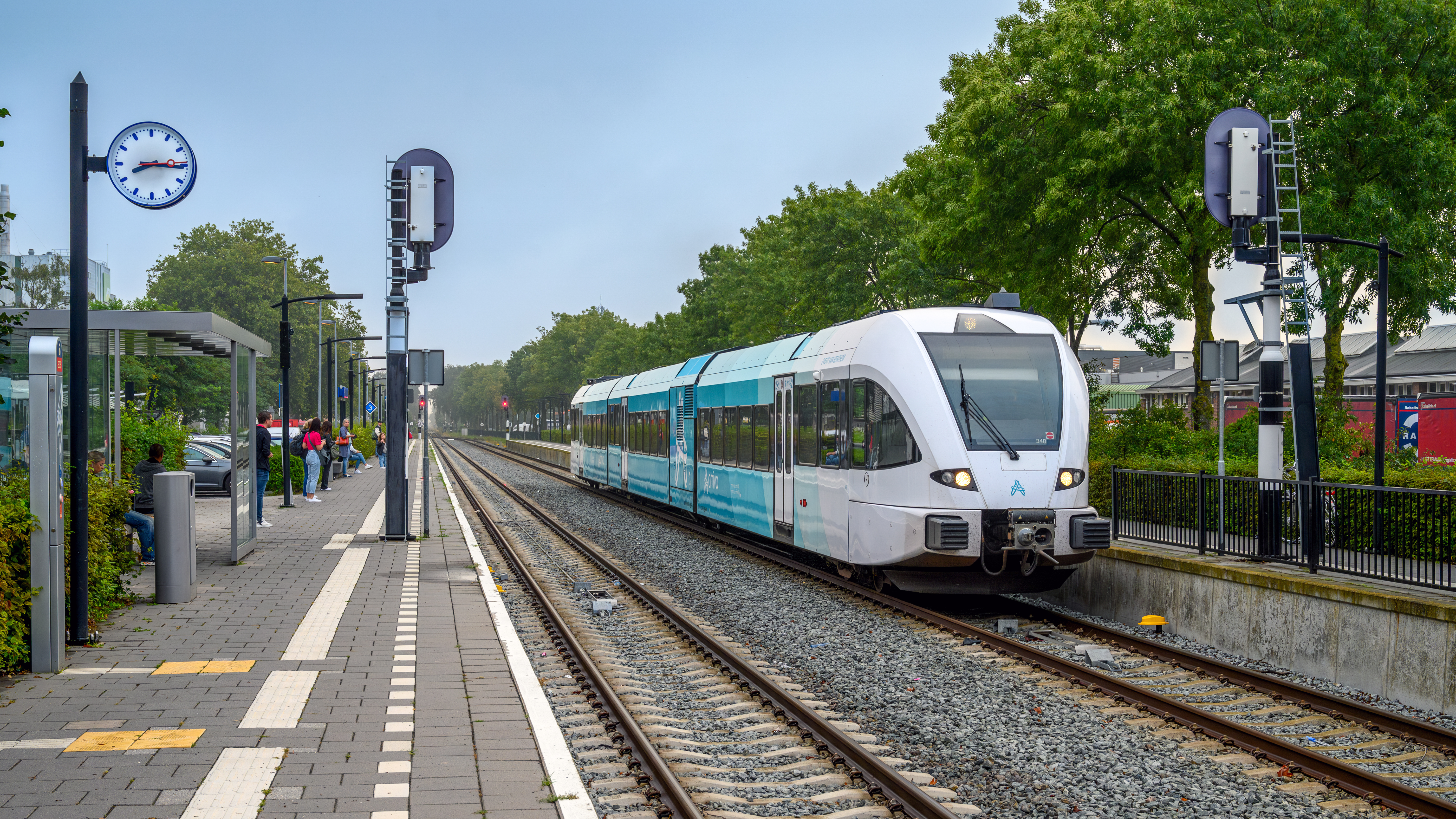
Arriva GTW op het station. Eentje van de Noordelijke Nevenlijnen
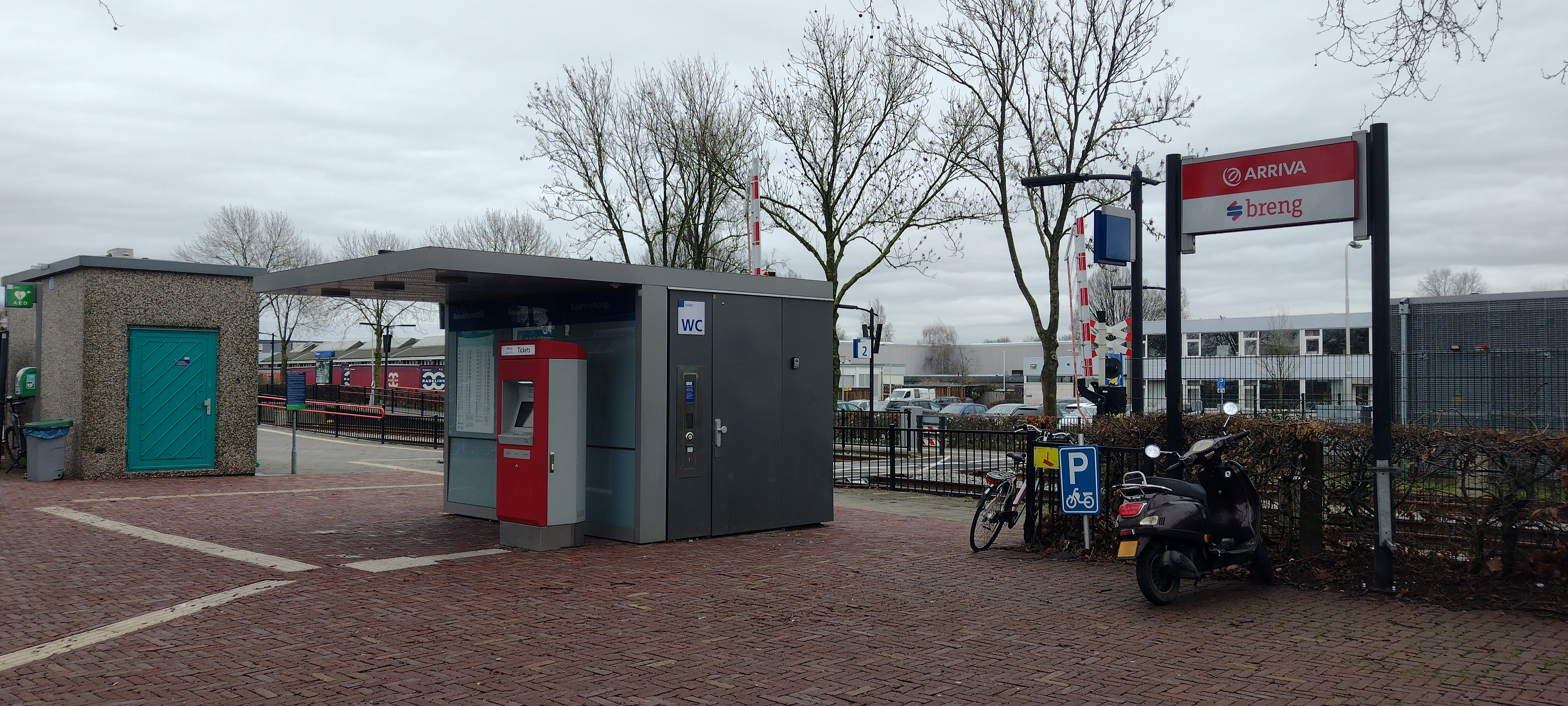
Station in 2024
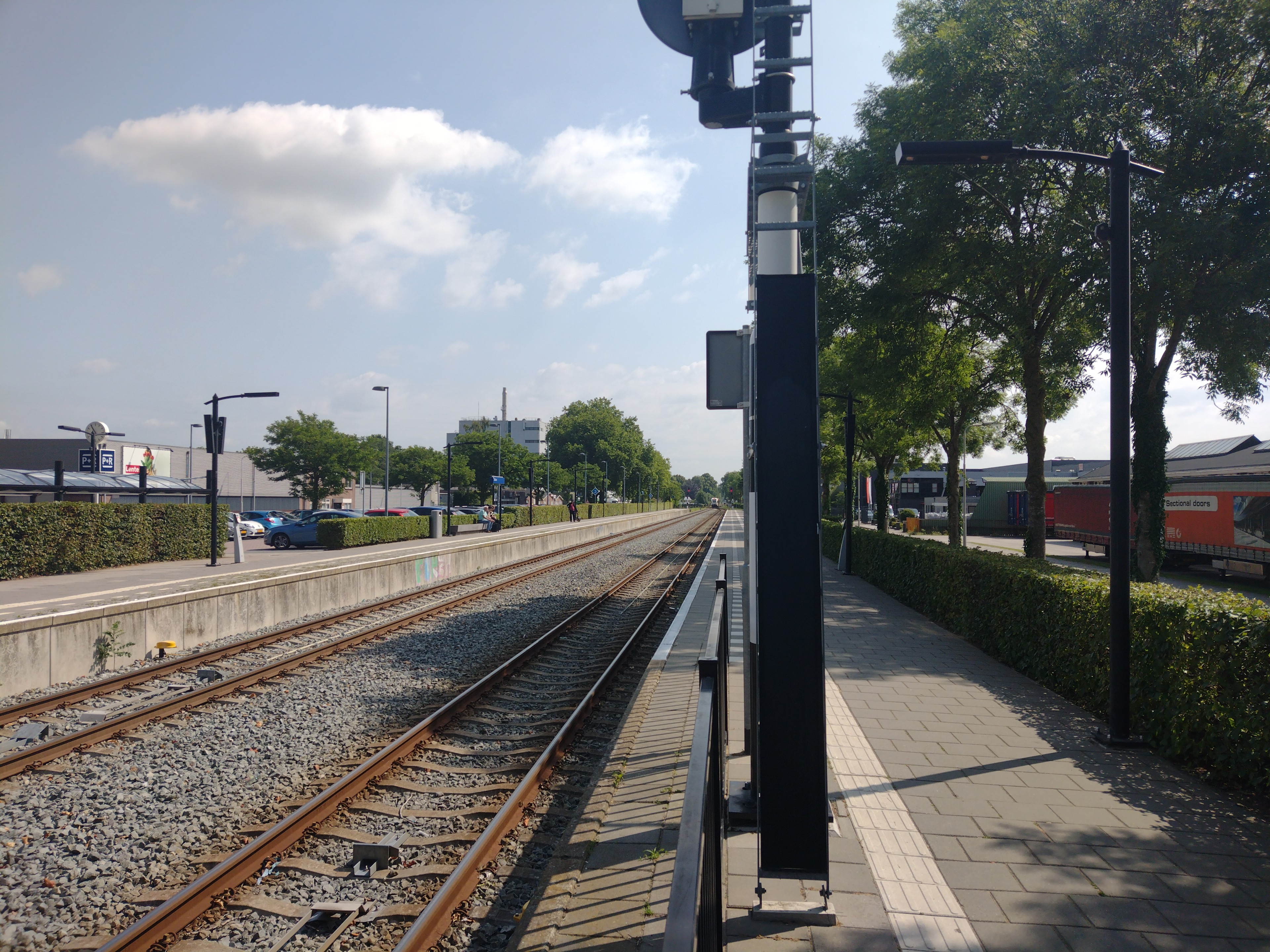
Perrons

Winterswijk GOLS ·
0,0: Winterswijk ·
6,5: Miste ·
8,6: Bredevoort ·
11,9: Aalten ·
16,3: Lintelo ·
20,4: Varsseveld ·
26,7: Silvolde ·
27,3: Terborg ·
28,7: Gaanderen ·
30,2: Gaanderen-Oosselt ·
Doetinchem Stadion ·
33,6: Doetinchem ·
34,3: Doetinchem West ·
36,1: Doetinchem De Huet ·
39,2: Wehl ·
41,0: Stillewald ·
45,4: Didam ·
49,0: Zevenaar GOLS ·
49,6: Zevenaar
Huidige stations:
Aalten ·
Apeldoorn · 
-De Maten · 
-Osseveld ·
Arnhem:
-Centraal · 
-Presikhaaf · 
-Velperpoort · 
-Zuid ·
Barneveld:
-Centrum · 
-Noord ·
-Zuid ·
Beesd ·
Brummen ·
Culemborg ·
Didam ·
Dieren ·
Doetinchem · 
-De Huet · 
Duiven ·
Ede:
-Centrum ·
-Wageningen ·
Elst ·
Ermelo ·
Gaanderen · 
Geldermalsen ·
't Harde ·
Harderwijk ·
Hemmen-Dodewaard ·
Kesteren ·
Klarenbeek ·
Lichtenvoorde-Groenlo ·
Lochem ·
Lunteren ·
Nijkerk ·
Nijmegen · 
-Dukenburg · 
-Goffert · 
-Heyendaal · 
-Lent ·
Nunspeet · 
Oosterbeek ·
Opheusden ·
Putten ·
Rheden ·
Ruurlo ·
Terborg ·
Tiel · 
-Passewaaij ·
Twello · 
Varsseveld · 
Veenendaal-De Klomp · 
Velp · 
Voorst-Empe · 
Vorden · 
Wehl ·
Westervoort · 
Wezep · 
Wijchen ·
Winterswijk · 
-West · 
Wolfheze · 
Zaltbommel · 
Zetten-Andelst · 
Zevenaar · 
Zutphen
Voormalige stations: lijst van voormalige spoorwegstations in Gelderland